# Suragina signipennis
Suragina signipennis är en tvåvingeart som beskrevs av Walker 1862. Suragina signipennis ingår i släktet Suragina och familjen bäckflugor.
Artens utbredningsområde är Moluckerna. Inga underarter finns listade i Catalogue of Life.